# Les Huguenots
Les Huguenots (dt.: Die Hugenotten) ist eine Große Oper in fünf Akten von Giacomo Meyerbeer. Das Libretto verfassten Eugène Scribe und Émile Deschamps. Die Uraufführung fand am 29. Februar 1836 in der Pariser Grand Opéra statt.

## Handlung

### Historischer Hintergrund
Hintergrund der Handlung sind die Auseinandersetzungen zwischen Katholiken und den Hugenotten genannten französischen Protestanten, die in den Hugenottenkriegen und im Gemetzel der Bartholomäusnacht vom 23. auf den 24. August 1572 kulminierten. Vorausgegangen war die Vermählung des protestantischen Königs Henri von Navarra mit der französischen Königstochter Marguerite am 18. August 1572, als sich viele Hugenotten in Paris aufhielten. Beginnend mit dem Mordanschlag auf den Hugenottenführer Coligny am 22. August, den darauf entstandenen Unruhen in Paris und der Furcht vor einem protestantischen Vergeltungsschlag erfolgte das Massaker der Bartholomäusnacht, bei dem die katholische Fraktion mit dem Herzog von Guise an der Spitze die Hugenottenführer und etwa 3000 Menschen ermordete.
Mit Ausnahme Marguerites sind die Handlungsträger der Oper fiktive Personen.

### Erster Akt
Festsaal im Schloss des Grafen Nevers in der Touraine.
Nach einem etwa fünfminütigen Vorspiel, in dem der protestantische Choral Ein feste Burg ist unser Gott variiert wird und sich in ein Kampflied steigert, beginnt die eigentliche Handlung der Oper. Es ist der Wunsch des Königs, dass die Konfliktparteien ihre alte Fehde begraben. Den katholischen Grafen Nevers hat er dazu ausersehen, zwischen den beiden Parteien zu vermitteln. Deshalb hat Nevers den Hugenottenführer Raoul de Nangis zu einem Festbankett auf sein Schloss geladen. Jeder der edlen Herren wird gebeten, eine Episode über die Dame seines Herzens zu erzählen. Raoul berichtet von einer schönen Frau, der er in einer Notlage zur Seite stand. Er war sofort in sie verliebt. Er würde sie gerne aufsuchen, kenne aber weder ihren Namen noch ihren Wohnort. Marcel, der Diener Raouls, betritt die Szene und ist entsetzt, seinen Herren mit den „Philistern“ beim Wein zu sehen. Einer der katholischen Adligen erkennt in ihm einen alten Kriegsgegner, bietet ihm aber Wein an, was Marcel schroff ablehnt. Als man ihn zu singen auffordert, stimmt er das „Pif, paf, pouf“ an, ein hugenottisches Kampflied aus dem Krieg vor La Rochelle. In dem Lied zeigt er seinen Hass auf Papisten und verführerische Frauen, die er mit der biblischen Dalila vergleicht. Beide will er ohne Gnade hinmetzeln und zur Hölle senden. Die Adligen lachen über ihn.
Raouls unbekannte Schöne ist Valentine, die Tochter des katholischen Grafen Saint-Bris, eines Hugenottenhassers. Sie ist mit Nevers verlobt, was Raoul nicht weiß. Als ihre Ankunft durch einen Diener gemeldet wird, erkennt er sie wieder, vermutet aber mitsamt den Anwesenden, dass sie die Geliebte des Grafen Nevers ist. Tatsächlich ist Valentine jedoch gekommen, um ihre Verlobung mit Nevers zu lösen, zumal diese nur auf Befehl ihres Vaters zustande gekommen ist.
Ein Page betritt die Szene und überreicht Raoul eine Einladung. Darin heißt es, dass er dem Pagen mit verbundenen Augen folgen soll. Die katholischen Edelleute erkennen am Siegel, dass Marguerite, die Schwester des französischen Königs, die Einladung geschrieben hat.

### Zweiter Akt
Schloss und Park von Chenonceaux.

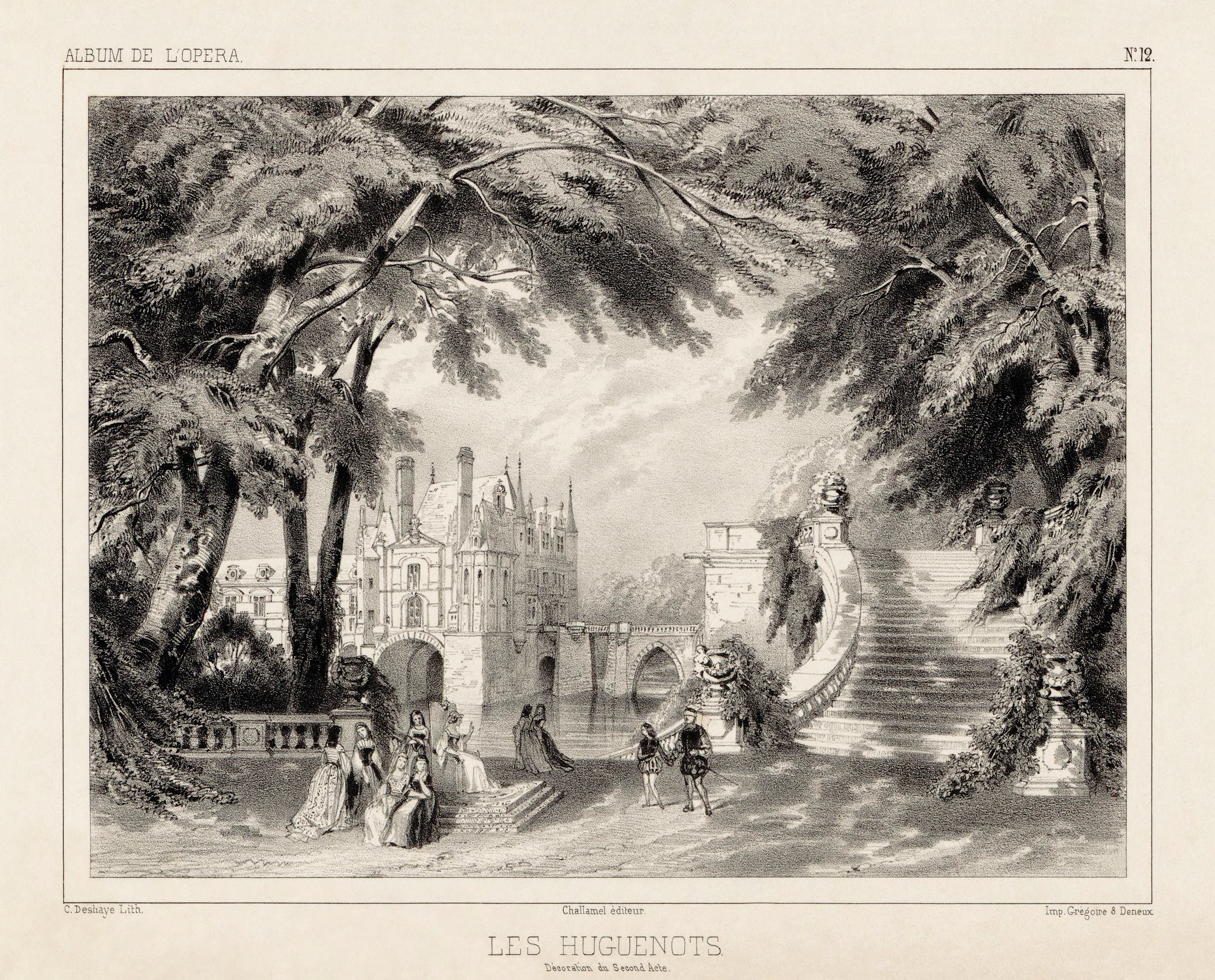
Bühnenbild des Zweiten Akts bei der Uraufführung 1836

Marguerite ist mit dem protestantischen König Heinrich von Navarra verlobt. Auch sie hegt den Wunsch, Frieden zwischen den verfeindeten Lagern zu stiften. Ihre große Auftrittsarie Oh beau pays de la Touraine stellt den Gegenentwurf zur Welt der sich bekämpfenden religiösen Parteien dar. Die Schönheit der Natur, und darin die edle Liebe, sollen in ihrem Reich allein regieren. Ihr Hofstaat singt mit ihr das Lob auf die Liebe. Marguerites Plan ist, Raoul mit Valentine, der Tochter des Anführers der französischen Katholiken, zu vermählen, um einen dauerhaften Frieden unter den Anhängern beider Konfessionen zu stiften. Zunächst scheint ihr Plan aufzugehen; denn seit Valentine von Raoul gerettet worden war, kann sie ihn nicht mehr vergessen. Sie stimmt deshalb freudig zu.
Als Raoul hinzukommt und in das Vorhaben eingeweiht wird, erklärt er sich zunächst einverstanden. Als er aber in der ihm zugedachten Braut Valentine erkennt, sieht er dies als Schande und Beleidigung an, weil er sie für die Geliebte des Grafen Nevers hält. Seine Weigerung, sie zu heiraten, fassen die anwesenden katholischen Edelleute als Affront auf und zeigen sich aufs Äußerste empört; jedoch gelingt es Marguerite zunächst noch, einen offenen Kampf zu verhindern.

### Dritter Akt
Platz am Ufer der Seine in Paris (Pré-aux-Clercs) mit Gasthäusern und einer Kapelle im Hintergrund.
In einer Volksszene, mit sonntäglichen Spaziergängern, katholischen betenden Frauen, Studenten, sowie hugenottischen Soldaten, die das kriegerische Rataplan anstimmen, treffen die verfeindeten Parteien aufeinander. Der Auftritt von zwei wahrsagenden „Zigeunerinnen“ (Bohémiennes) ist die Überleitung zum obligatorischen Ballett.
Nevers erzählt Saint-Bris, dass er an diesem Tag Valentine geheiratet hat. Marcel übergibt Saint-Bris, Valentines Vater, Raouls Forderung zum Duell. Dieses soll um Mitternacht auf dem Platz ausgetragen werden. Insgeheim hegen Saint-Bris und sein Verbündeter Maurevert den Plan, Raoul bei dieser Gelegenheit zu überfallen und zu töten. Valentine, die das Gespräch belauscht hat, wendet sich verschleiert an den hugenottischen Soldaten Marcel, Raouls Diener, und weiht ihn in den Plan ein. Marcel bricht sofort auf, um Hilfe zu holen.
Plötzlich stürzen von allen Seiten schwer bewaffnete Soldaten auf den Platz, sowohl Katholiken als auch Hugenotten. Ein Blutbad scheint unausweichlich. In diesem Moment naht die Königin mit ihrem Gefolge. Sie fragt Marcel, was der Auflauf zu bedeuten habe. Dieser schildert wahrheitsgetreu den Vorfall. Saint-Bris erkennt in der verschleierten Frau seine Tochter. Raoul versteht erst jetzt, warum Valentine an jenem Abend Nevers aufgesucht hatte.
Das Brautpaar macht sich mit den Hochzeitsgästen auf den Weg zum Schloss. Raoul und Marcel bleiben zurück. Raoul beklagt seinen Irrtum, durch den er die geliebte Valentine verlor, während Marcel auf Rache sinnt.

### Vierter Akt
Zimmer im Stadtpalast des Grafen Nevers.
Während Valentine in der Einleitungsszene Je suis seule chez moi der entgangenen Verbindung mit Raoul nachtrauert, sucht dieser heimlich Valentine auf, um sie noch einmal zu sehen und Abschied zu nehmen. Als sie ihren Vater mit seinen Anhängern kommen hört, versteckt sie Raoul in einem Seitengemach.
Die Versammlung beginnt. Saint-Bris hetzt seine Anhänger gegen die Hugenotten auf und verkündet, es sei der Wille Gottes und der Königin Katharina von Medici, die Ketzer zu vernichten (in einer anderen Fassung tritt Katharina von Medici selbst auf, um die Katholiken gegen die Protestanten aufzuheizen). Nevers ist der Einzige, der einen offenen Kampf statt eines Hinterhalts empfiehlt. Um zu verhindern, dass er möglicherweise die Hugenotten warnt, wird er inhaftiert. Saint-Bris gibt den Termin des Gemetzels bekannt: Sobald die Glocken von Saint Germain zum zweiten Mal läuten, soll die Rache des Himmels beginnen. Mönche, von Saint-Bris geleitet, betreten die Szene und segnen die Schwerter.  Mit geweihten Schwertern und dem Erkennungszeichen, einer weißen Schärpe mit Kreuz, verlassen die Verschwörer den Raum, um Vorbereitungen für das Massaker zu treffen.
In seinem Versteck hat Raoul alles gehört. Er will sofort aufbrechen, um seine Glaubensbrüder zu warnen. Valentine jedoch hält dies für zu spät. Sie fleht ihn an, bei ihr zu bleiben. Da erkennt Raoul, dass sie ihn aufrichtig liebt. Beide gestehen sich ihre Liebe, und Raoul vergisst zunächst, in welcher Gefahr sich die Hugenotten befinden.
Aufgeschreckt vom Glockengeläut, das von Ferne den Beginn des Blutbades verkündet, reißt sich Raoul von Valentine los und sucht seine Glaubensbrüder.

### Fünfter Akt

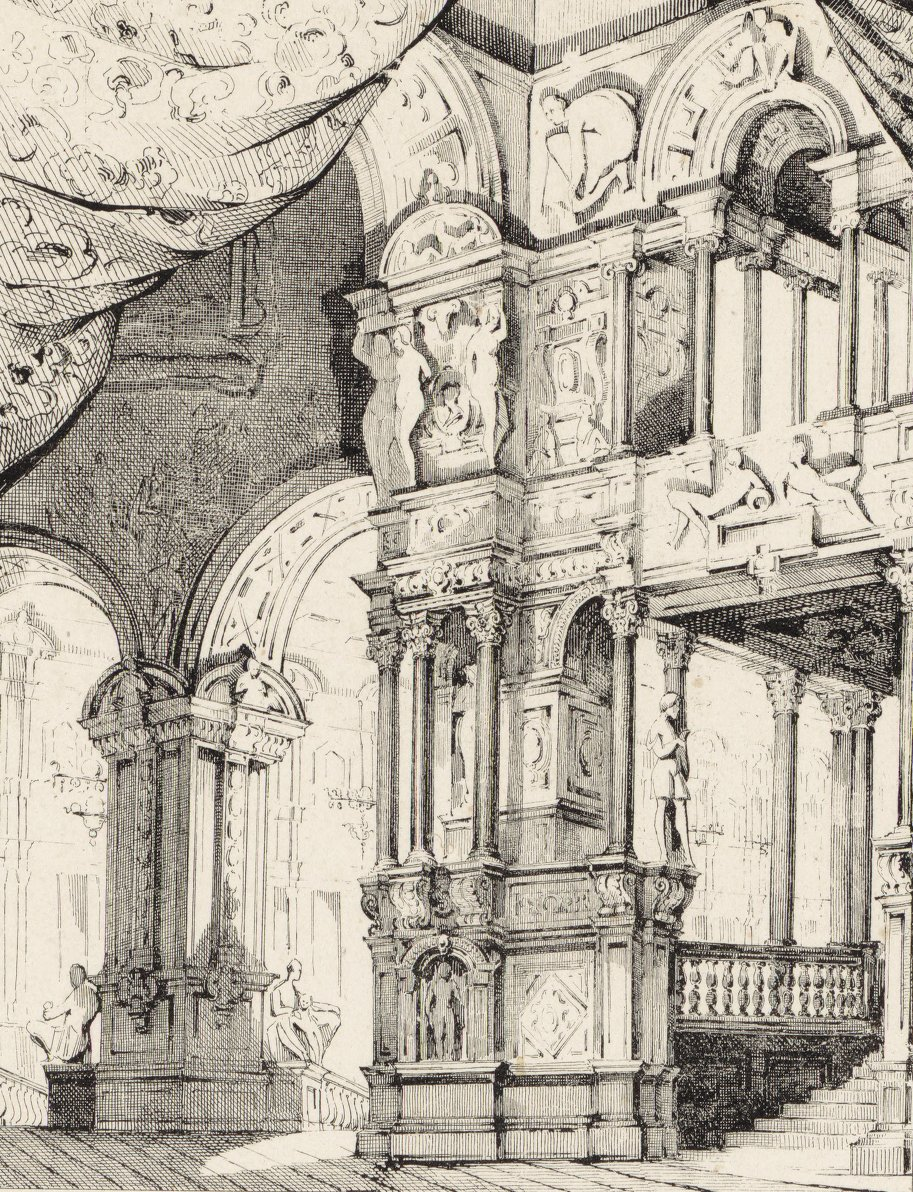
Bühnenbild-Entwurf fünfter Akt, Szene 1, zur Uraufführung 1836

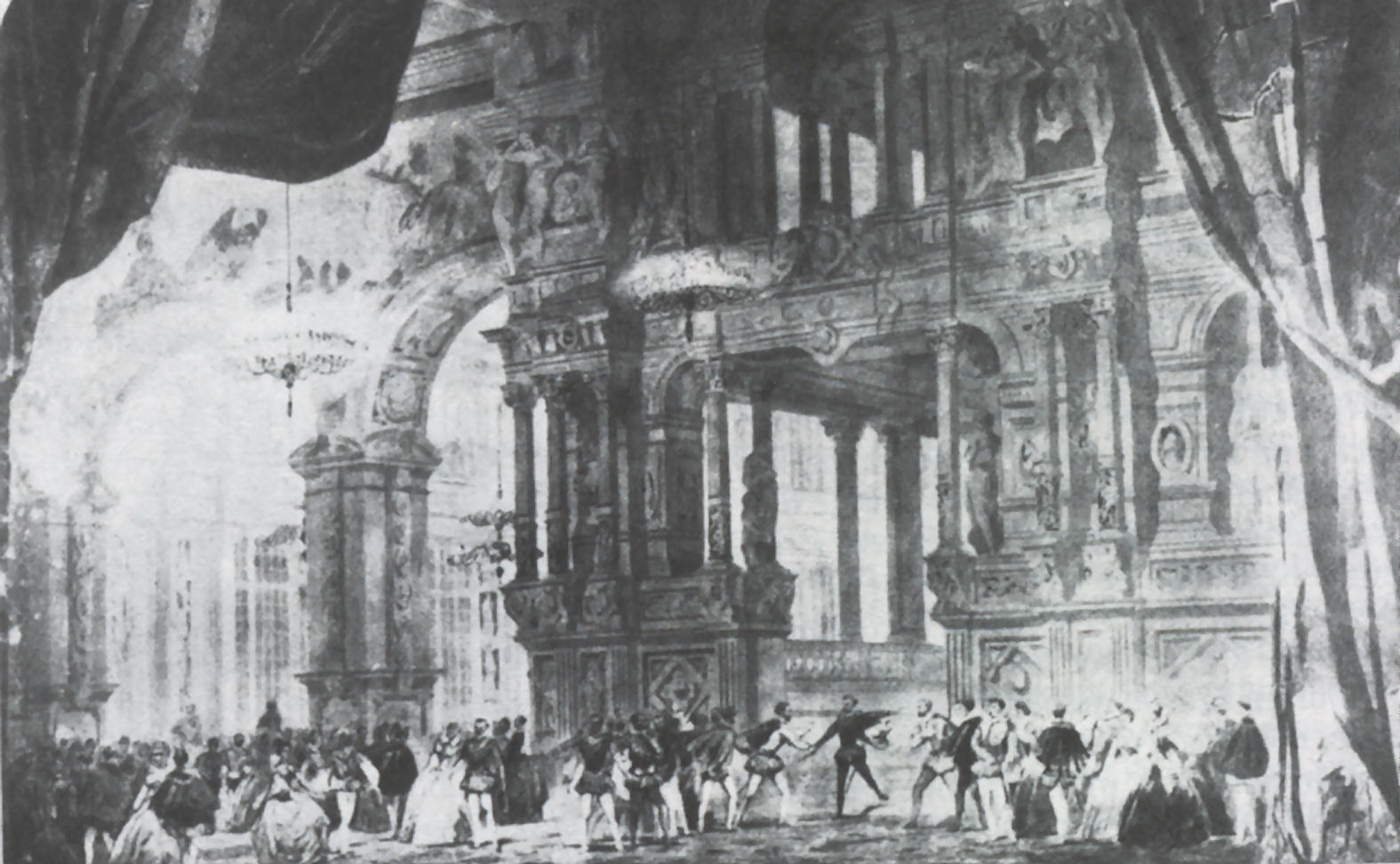
Bühnenbild fünfter Akt, Szene 1, bei der Uraufführung 1836

1. Szene: Ballsaal im Hôtel de Nesle in Paris.
Die Vermählung Marguerites mit Heinrich von Navarra ist der Anlass für ein Fest, bei dem der Königshof und viele Anführer der Protestanten versammelt sind. Immer wieder schrecken die Feiernden durch das Läuten der Sturmglocken aus ihrem Tanz auf. Plötzlich wird die Tür zum Ballsaal aufgerissen und Raoul stürzt verwundet herein. Er teilt ihnen mit, dass der Hugenottenführer Coligny in seinem Haus ermordet wurde und dass ihre Glaubensbrüder und -schwestern auf den Straßen niedergemetzelt werden. Sie greifen zu den Waffen und eilen hinaus.
2. Szene Friedhof mit protestantischer Kapelle.
In der Bartholomäusnacht sucht Valentine verzweifelt nach Raoul und findet ihn endlich auf dem Friedhof. Sie fleht ihn an, sich mit einer weißen Schärpe in den Schutz des Louvre zu begeben und zum katholischen Glauben zu konvertieren, denn nur so bestehe Hoffnung, dass er gerettet werde. Nachdem Raoul verneint hat, berichtet Marcel, dass Nevers, der ihm im Kampf gegen die Meuchelmörder beistehen wollte, von diesen umgebracht wurde. Jetzt ist es Valentine, die sich entschließt, ihren Glauben zu wechseln, um Raoul heiraten zu können. Marcel segnet sie vor der Kapelle, in die zahlreiche hugenottische Frauen und Kinder geflohen sind. Inzwischen haben die katholischen Kämpfer das Versteck entdeckt und verlangen, dass die Hugenotten ihrem Glauben abschwören. Die sich weigernden Frauen werden gnadenlos von den Katholiken ermordet. Marcel sieht in einer Vision die himmlischen Heerscharen, die sie als Märtyrer empfangen werden.
3. Szene: Am Ufer der Seine.
Ein Männerchor, bestehend aus fanatisierten katholischen Kämpfern unter der Führung des Grafen Saint-Bris verlangt, dass alle Hugenotten ohne Gnade mit Feuer und Schwert ausgerottet werden. Als sie das Versteck von Valentine, Raoul und Marcel entdecken, ruft Saint-Bris: „Qui vive? (Wer lebt noch?)“ Valentine versucht Raoul zum Schweigen zu bewegen, aber Raoul antwortet: „Huguenot!“ Valentine und Marcel stimmen mutig ein: „Nous aussi! (Wir auch!)“ Erst nachdem die drei auf Saint-Bris' Befehl niedergeschossen worden sind, erkennt er seine Tochter. Diese vergibt ihm sterbend. Der Page Urbain verkündet die Ankunft der Königin von Navarra, die dem Blutbad ein Ende bereiten will. Während der Pöbel weiter rast, endet die Oper.

### Kostüme der Solisten der Uraufführung 1836

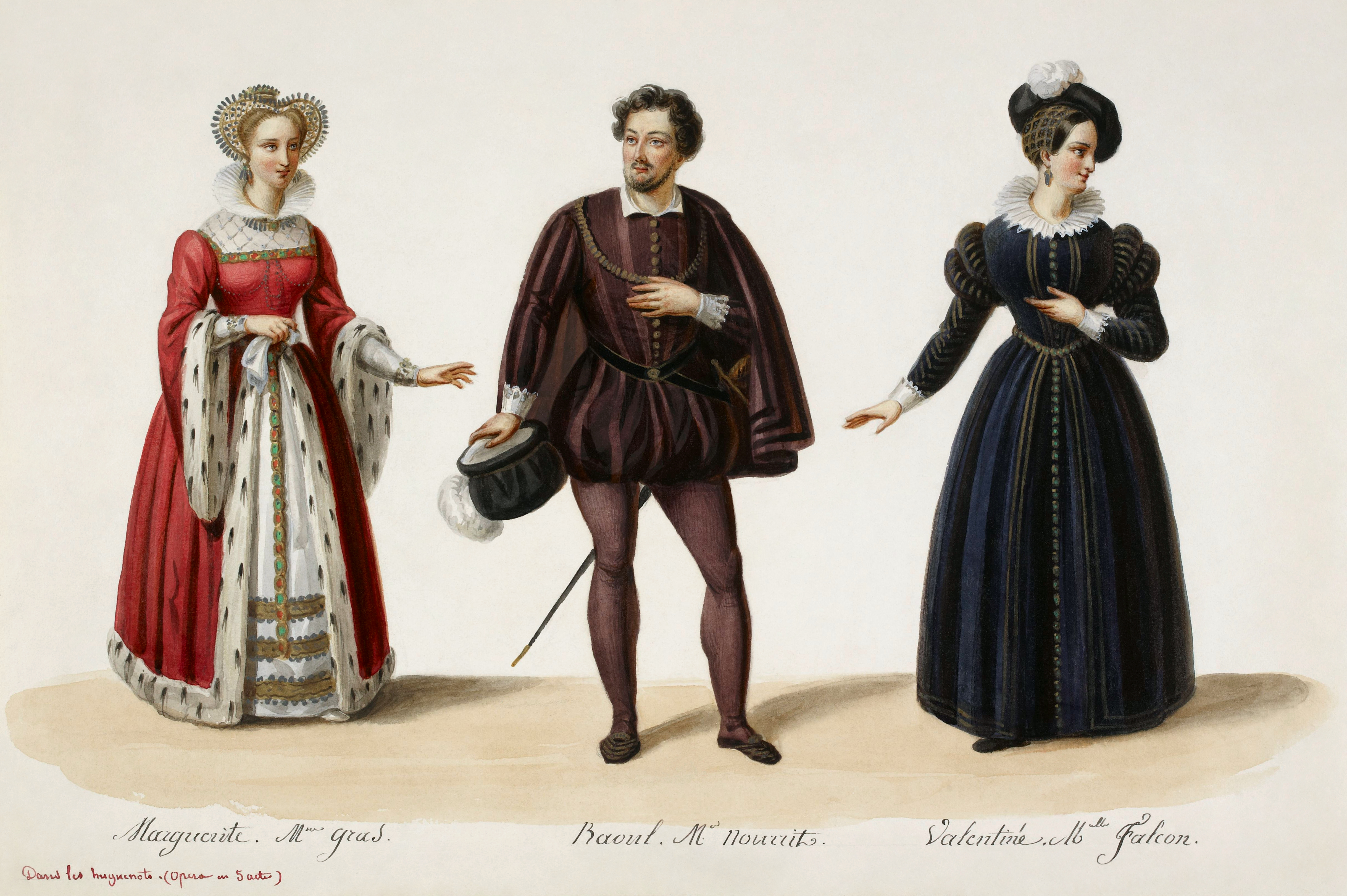
Julie Dorus-Gras als Marguerite de Valois, Adolphe Nourrit als Raoul, Cornélie Falcon als Valentine
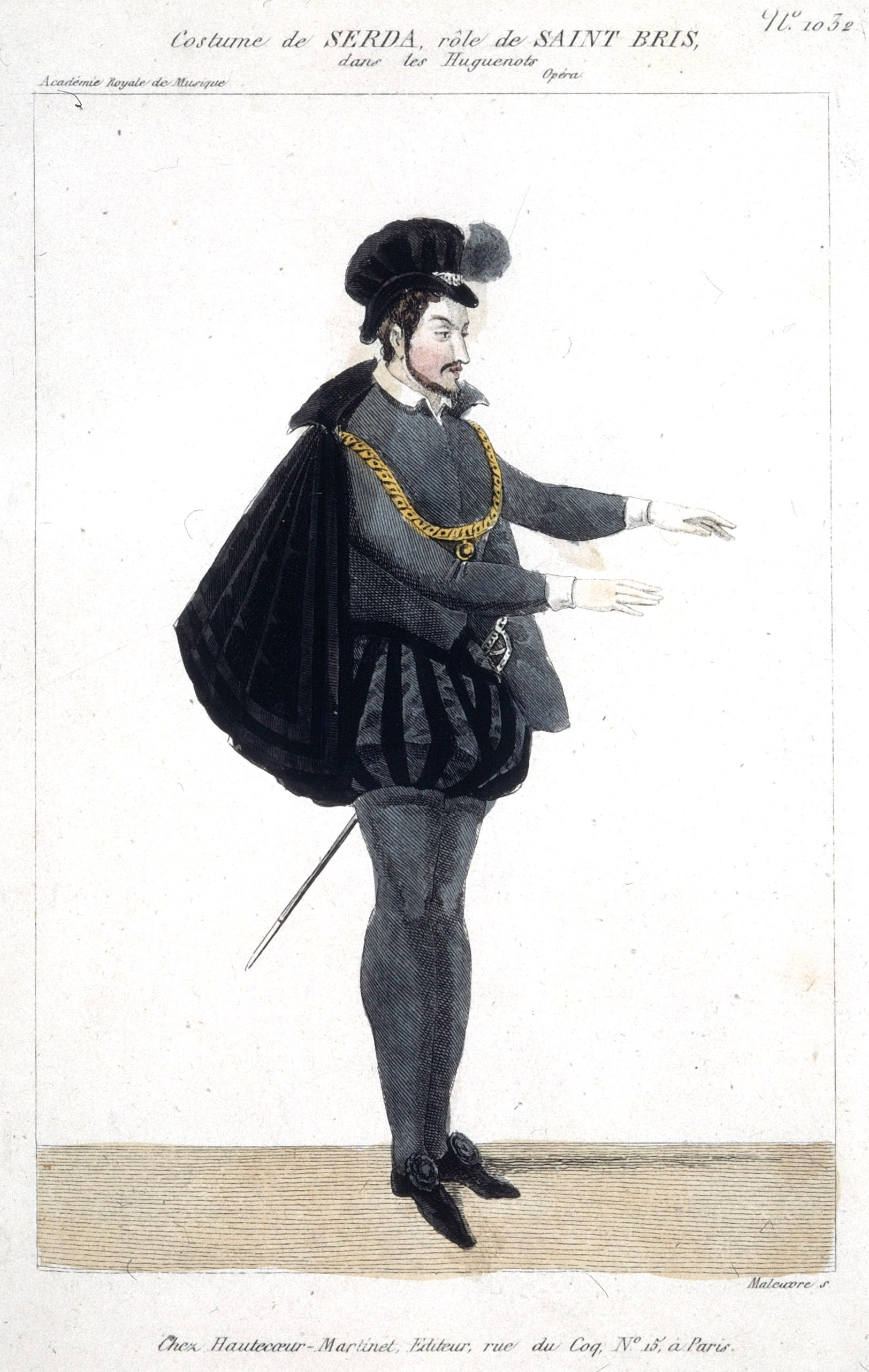
Jacques-Emile Serda als Saint-Bris
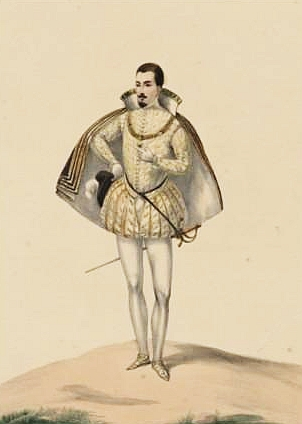
Prosper Dérivis als Nevers

## Musik
Meyerbeers Stärke zeigt sich vor allem daran, wie er die Massenszenen in der Oper musikalisch aufbaut. Schon das Vorspiel, eine Intonation des Luther-Chorales Ein feste Burg ist unser Gott, ist kennzeichnend für den Verlauf der Oper. Aus der schlichten Choralmelodie wird nach und nach ein martialischer Schlachtgesang. Gleichzeitig verwendet Meyerbeer diese Choralmelodie leitmotivisch für den radikalen protestantischen Diener Marcel.
Das Libretto gab Meyerbeer weiter die Möglichkeit, von der lyrischsten Liebesszene bis zur rohesten Szene des Blutbades der Bartholomäusnacht alle Register der großen romantischen Oper zu ziehen. So beginnt beispielsweise der dritte Akt mit einer Volksszene aus verschiedenen Gruppierungen: Chöre von Spaziergängern, Soldaten, katholischen Mädchen und Frauen, worauf ein Ballett folgt. Zur eigentlichen Handlung trägt das Ballett kaum bei, ist aber ein Bestandteil der französischen Grand opéra.
Erschütternd ist das Ende der Oper. Im Gegensatz zur deutschen Romantischen Oper, vor allem derjenigen Wagners, ist der Tod der beiden Liebenden kurz und schmucklos dargestellt. Valentine und Raoul sterben fast ohne zu „singen“. Anders als in den Opern Wagners, wo der Tod der Heldinnen fast immer ein hehrer Opfertod ist, gleichsam eine Apotheose, stellt diese Szene das Sterben von Valentine und Raoul fast beiläufig als „Kollateralschaden“ dar. Von manchen Autoren wurde dieses Ende als eine geradezu „moderne“ Darstellung eines sinnlosen Todes auf der Opernbühne verstanden; es darf jedoch nicht übersehen werden, dass letztlich gerade Raoul es ist, der – von Valentine angefleht zu schweigen – durch seinen „heroischen“ Ruf „Huguenot!“ die Aufmerksamkeit der katholischen Soldaten auf sich lenkt. Indem er somit seine persönliche Glaubenstreue über sein eigenes Leben und das seiner Freunde stellt, fügt er sich durchaus nahtlos in die Reihe der zeitgenössischen, „idealistischen“ Opernhelden ein.
Im Hinblick auf Diskussionen des Zusammenhangs von Religion und Gewalt wurden bei späteren Aufführungen in römisch-katholisch geprägten Gegenden zum Teil weitgehende Textänderungen vorgenommen. Charlotte Birch-Pfeiffer verlegte die Handlung nach London mit Ersetzung der Katholiken und Hugenotten durch Anglikaner und Puritaner, so dass die Oper mit dem Titel Die Anglikaner und Puritaner 1838 in München erstmals aufgeführt wurde. In Wien kam sie mit dem Titel Die Welfen und Ghibellinen und in Kassel und Prag mit dem Titel Die Ghibellinen in Pisa auf die Bühne. Die Auseinandersetzung mit religiös motivierter Gewalt wird auch in Meyerbeers nächster Oper Le Prophète thematisiert.

### Orchesterbesetzung
Nach der kritischen Ausgabe von Milan Pospíšil und Marta Ottlová ist in der Oper folgende Orchesterbesetzung vorgesehen:
Piccoloflöte, 2 Flöten, 2 Oboen (2. auch Englischhorn), 2 Klarinetten, Bassklarinette, 4 Fagotte, 4 Hörner, 4 Trompeten, 2 Pumpventil-Trompeten, 3 Posaunen, Ophikleide, Pauken; Schlagwerk (mit Großer Trommel, Becken, Triangel, Militärtrommel, Tamburin, Tamtam); 2 Harfen, Streicher (mit obligater Viola d’amore)
Bühnenmusik: Piccoloflöte, 2 Oboen, kleine Klarinette in F, 6 Klarinetten, 2 Fagotte, 4 Hörner, 4 Trompeten, Pumpventil-Trompete, 2 Posaunen, Ophikleide, Große Trommel, Becken, Triangel, Trommel, Militärtrommel, 3 Glocken in F, C und A

### Höhepunkte
Im ersten Akt
- Rezitativ und Romanze des Raoul, begleitet von einer Viola d’amore: Ah! Quel spectade enchanteur … Plus blanche que la blanche hermine
- Hugenottenlied des Marcel mit Chor: Pif, paf, pif, paf! Pour les couvents, c’est fini!
- Rezitativ und Arie des Nevers: En ce château que cherchez-vous, beau page?
- Rezitativ und Arie des Urbain: Nobles seigneurs, salut! Une dame noble et sage

Im zweiten Akt
- Arie der Königin: O beau pays de la Touraine und die sich unmittelbar anschließende Szene mit Urbain, den Ehrendamen und dem Chor
- Rezitativ und Arie des Raoul: D’un humble chevalier acceptez le servage
- Duett Marguerite/Raoul: Ah! Si j’étais coquette

Im dritten Akt
- Septett Raoul, Marcel, Saint-Bris, Cossé, Tavannes, de Retz, Méru: En mon bon droit j’ai confiance

Im vierten Akt
- Szene Saint-Bris, Valentine, drei Mönche: Qu’en ce riche quartier mit dem Schwur und der berühmten Schwerterweihe

Im fünften Akt
- Liebesduett Valentine/Raoul: Tu l’as dit: oui, tu m’aimes
- Schlussszene mit Quintett Saint-Bris, Valentine, Raoul, Marcel, Urbain und Chor: Par le fer et par l’incendie

## Werkgeschichte
Meyerbeer schloss 1832 einen Vertrag mit der Pariser Oper über eine Oper nach einem Libretto Scribes, die Partitur sollte im Dezember 1833 übergeben werden. Meyerbeer erzwang mehrfache Änderungen des Librettos, Émile Deschamps wurde hinzugezogen und der Vertrag mit der Oper wurde wegen der Verzögerungen mehrfach angepasst. Noch bei den Proben im Januar 1836 nahm Meyerbeer Streichungen in der Musik vor. Die Uraufführung mit Julie Dorus-Gras als Marguerite de Valois, Adolphe Nourrit als Raoul und Cornélie Falcon als Valentine wurde ein großer Erfolg, das Werk wurde allein in Paris bis 1914 über eintausendmal aufgeführt. Die deutsche Erstaufführung in Leipzig erfolgte 1837 in der Übersetzung durch Ignaz Franz Castelli unter dem Titel Die Hugenotten oder die Bartholomäusnacht. In der Münchener Premiere 1838 unter dem Titel Die Anglikaner und Puritaner wurde die Handlung nach London verlegt. Auch in Wien 1839 wurde das Stück als Die Ghibellinen in Pisa an einen vermeintlich neutralen Ort verlegt. Der Erfolg an der Berliner Hofoper 1842 zog die Berufung Meyerbeers nach Berlin nach sich.
Zu namhaften Interpreten im deutschsprachigen Bereich zählte das spätere Ehepaar Ludwig Schnorr von Carolsfeld (1836–1865) und Malvina Garrigues (1825–1904), das in Aufführungen dieser Oper am Großherzoglichen Hoftheater in Karlsruhe auftrat. Die Sängerin war selbst hugenottischer Herkunft.
Julius Kapp und Gustaf Gründgens brachten die Oper 1932 (mit umfangreichen Strichen, aber mit dem selten gespielten fünften Akt) in Berlin zur Aufführung. Diese Fassung kam – nachdem Meyerbeer in der Zeit des Nationalsozialismus aufgrund des Antisemitismus in Deutschland nicht gespielt wurde – 1956 in Hamburg nochmals zur Aufführung.

## Tonträger (Auswahl)
CD
- 1970; Gesamtaufnahme (4 CDs) mit dem New Philharmonia Orchestra London und dem Ambrosian Opera Chorus unter Leitung von Richard Bonynge. Solisten: Martina Arroyo, Arleen Augér, Kiri Te Kanawa, Joan Sutherland, Anastasios Vrenios, Nicola Ghiuselev, Gabriel Bacquier u. a., Decca
- 1990; Gesamtaufnahme: Chœurs de l’Opéra de Montpellier und dem Orchestre Philharmonique de Montpellier, Leitung: Cyril Diederich. Solisten: Ghylaine Raphanel, Françoise Pollet, Richard Leech, Gilles Cachemaille, Nicola Ghiuselev, Erato (Liveaufnahme)
- 2001; Gesamtaufnahme: Opera Orchestra of New York, Eve Queler, Solisten: Olga Makarina, Krassimira Stojanowa, Marcello Giordani, Luiz Octavio Faria, Lyric Distribution NO (Liveaufnahme)

DVD
- 1990; The Australian Opera Chorus and Orchestra, Leitung: Richard Bonynge, Regie: Lotfi Mansouri. Solisten: Joan Sutherland, Amanda Thane, Suzanne Johnston, Anson Austin, John Pringle, Clifford Grant, John Wegner. Faveo
- 1991; Chor und Orchester den Deutschen Oper Berlin, Leitung: Stefan Soltesz, Regie: John Dew. Solisten: Angela Denning, Lucy Peacock, Camille Capasso, Richard Leech, Hartmut Welker, Martin Blasius. Arthaus (in deutscher Sprache)